# Штеффен Фройнд
Штеффен Фройнд (нім. Steffen Freund, нар. 19 січня 1970, Бранденбург-на-Гафелі) — колишній німецький футболіст, що грав на позиції півзахисника. По завершенні ігрової кар'єри — футбольний тренер. Відомий, зокрема, виступами за «Шальке», дортмундську «Боруссію», «Тоттенгем Готспур», а також національну збірну Німеччини.

## Клубна кар'єра
Штеффен Фройнд почав свою професійну кар'єру в клубі «Шталь» з Бранденбургу. У 1991 році він перейшов до «Шальке», де зарекомендував себе важливим гравцем півзахисту. З фінансових причин «Шальке» змушений був продати Штеффена у 1993 році у дортмундську «Боруссію», де він залишався до 1999 року. Це був його найуспішніший період в кар'єрі. У складі «Боруссії» Фройнд двічі ставав чемпіоном Німеччини у 1995 і 1996 роках і виграв Лігу чемпіонів в сезоні 1996-97.
У 1998 році Фройнд перейшов до англійського «Тоттенхему», за який грав до 2003 року і в складі якого став володарем Кубка Футбольної ліги у сезоні 1998-99. Після нетривалого перебування в «Кайзерслаутерні» у 2003-му, його віддали в оренду до «Лестер Сіті», де Штеффен закінчив свою ігрову кар'єру.
4 грудня 2009 року Фройнда прийняли до Зали слави футбольного клубу «Тоттенгем Готспур».

## Виступи за збірну
У період з 1995 по 1998 рік Штеффен Фройнд зіграв 21 матч за збірну Німеччини. У складі збірної він брав участь в чемпіонаті світу 1998 року і чемпіонаті Європи 1996 року, на якому збірна Німеччини стала чемпіоном.

## Кар'єра тренера
5 грудня 2007 року Фройнд був призначений помічником тренера збірної Нігерії Берті Фогтса.
6 липня 2009 року Штеффен став тренером юнацької збірної Німеччини до 16 років. Перші тренерські успіхи прийшли до Фройнда в 2011 році. У травні збірна під його керівництвом дійшла до фіналу чемпіонату Європи до 17 років в Сербії, а у липні завоювала бронзу на чемпіонаті світу серед юнаків віком до 17 років в Мексиці, де в матчі за бронзові нагороди була здобута вольова перемога над збірною Бразилії.
11 липня 2012 року Штефан отримав нове запрошення до «Тоттенгем Готспур», ставши помічником головного тренера Андре Віллаш-Боаша.

## Титули і досягнення
«Боруссія»
- Чемпіонат Німеччини
  - Чемпіон (2): 1994–95, 1995–96
  - Бронзовий призер (1): 1996-97
- Суперкубок Німеччини
  - Володар (2): 1995, 1996
- Ліга чемпіонів УЄФА
  - Переможець (1): 1996–97
- Міжконтинентальний кубок
  - Володар (1): 1997

 «Тоттенгем»
- Кубок ліги
  - Володар (1): 1998–99

 Збірна Німеччини
- Чемпіонат Європи
  - Чемпіон (1): 1996